# Eryx jayakari
Eryx jayakari là một loài rắn trong họ Boidae. Loài này được Boulenger mô tả khoa học đầu tiên năm 1888.
Loài này là loài đặc hữu của Bán đảo Ả Rập và Iran, nơi chúng dành cả ngày chôn vùi trong cát.